# Vladimir Smirnov
Vladimir Viktorovitj Smirnov (russisk: Влади́мир Ви́кторович Смирно́в, tr. Vladimir Viktorovitj Smirnov; ukrainsk: Volodymyr Viktorovytj Smyrnov; født 20. maj 1954 i Rubizjne, Ukrainske SSR, død 27. juli 1982, Rom, Italien) var en sovjetisk fleuret-fægter. 

## Fægtekarriere
Smirnov, der var løjtnant i militæret, opnåede sit første store internationale resultat, da han i 1977 var med til at vinde VM-bronze i fleuret for hold med Sovjetunionen, hvilket gentog sig året efter. I 1979 vandt han VM-guld i holdkonkurrencen, og samme år vandt han sølv individuelt og guld for hold ved Universiaden.
Han deltog for Sovjetunionen i OL 1980 i Moskva, hvor han stillede op i fleuret, både individuelt og for hold, samt i kårde for hold. I den individuelle fleuretkonkurrence blev han nummer to i sin førsterundepulje, mens han vandt sin pulje i anden runde. I elimineringsdelen besejrede han først en polak og derpå en ungarer. I finalepuljen vandt han fire matcher, heriblandt over forhåndsfavoritten, landsmanden Aleksandr Romankov, og tabte én, til franskmanden Pascal Jolyot. Da disse tre alle lå lige, måtte der omkampe til. Her vandt Smirnov 5-0 over Jolyot, der derpå vandt 5-0 over Romankov, inden Romankov besejrede Smirnov med 5-4. Smirnov vandt derpå guld med 9-5, mens Jolyot fik sølv med 5-5 og Romakov bronze med 5-9. I holdturneringen i fleuret var Sovjetunionen store favoritter som regerende verdensmestre og på hjemmebane, og Vesttyskland samtidig deltog i boykotten af legene. De vandt da også deres indledende pulje klart, og i semifinalen besejrede de Polen 9-7 i en match, hvor Vladimir Lapitskij af sin modstander blev ramt af sin modstanders våben, der gik ind i hans bryst og kun akkurat ikke ramte hjertet, mens Frankrig i den anden semifinale vandt over DDR med 9-3. I finalen mellem Sovjetunionen og Frankrig var sovjetholdet muligvis påvirket af ulykken med Lapitskij og måtte nøjes med 8-8, hvorpå medaljefordelingen blev afgjort på flest træffere, og her havde Frankrig 68, hvilket var nok til guld, mens Sovjetunionen fik sølv med 60 træffere. Polen vandt mod DDR og fik bronze. Sovjetunionens hold bestod af Smirnov, Romankov, Lapitskij, Sabirsjan Rusiev og Asjot Karagjan. I holdkonkurrencen i kårde vandt Sovjetunionen sikkert deres indledende pulje, og efter sejr i kvartfinalen over Storbritannien tabte de semifinalen til Frankrig, der derpå vandt guld ved at besejre Polen i finalen, mens Sovjetunionen vandt bronze ved at besejre Rumænien. Sovjetunionens hold bestod her af Smirnov, Karagjan, Aleksandr Abusjakhmetov, Aleksandr Mosjajev og Boris Lukomskij.
Ved VM året efter vandt han guld både individuelt og for hold, og han var igen med ved VM i Rom i 1982, hvor han i kvartfinalen i holdkampen mellem Sovjetunionen og Vesttyskland mødte Matthias Behr, der var nummer to på verdensranglisten efter Smirnov. I matchen skete der det, at de to fægtere samtidig indledte angreb, og Behrs våben knækkede, hvorpå klingen gik gennem nettet i masken til Smirnov. Stumpen forsatte gennem øjenhulen og ind i hjernen. Smirnov blev holdt kunstig i live til den 27. juli, hvor han døde af sine skader. Smirnovs ulykke var den drivende kraft bag den markante forbedring af sikkerheden i til udstyret i fægtning. Af ændringerne i sikkerhedsudstyret kan blandt andet nævnes, at klingernes materiale blev ændret til at være lavet af kulstofstål, og dragterne blev lavet i kevlar, og maskerene blev to til tre gange stærkere end dengang, og andre sikkerhedsmæssige foranstaltninger.
Smirnov blev efter sin død tildelt den olympiske orden i bronze.